# Tomba de Ptahmes

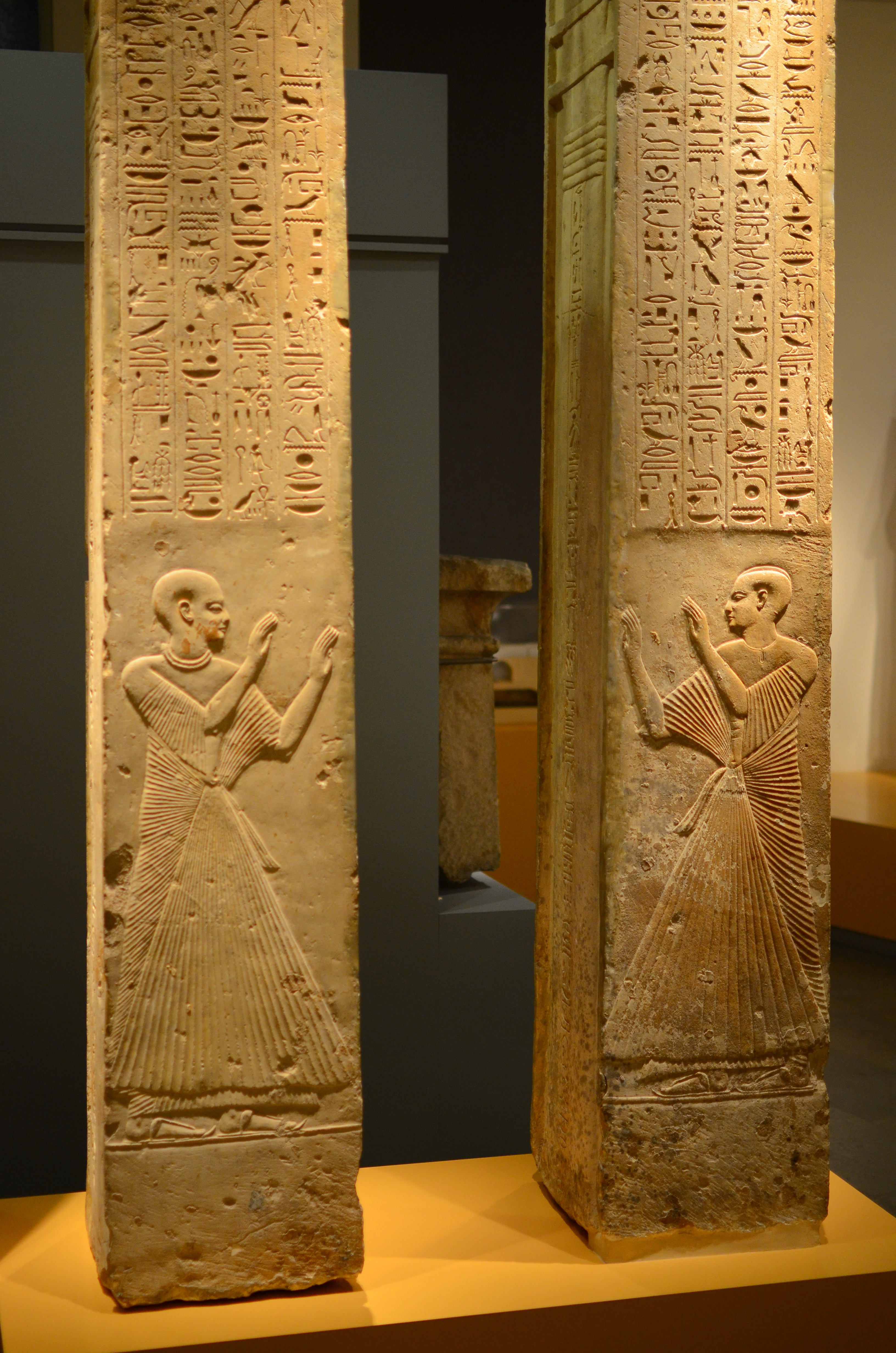
Dos dels quatre pilars de la Tomba de Ptahmes encara en el Rijksmuseum van Oudheden de Leiden, Països Baixos

La Tomba de Ptahmes és un sepulcre de la necròpoli de Saqqara d'Egipte. Es troba en un costat de la Piràmide d'Unas, i la construïren en el segle xiii abans de la nostra era, durant la Dinastia XIX del Nou Regne d'Egipte. Ptahmes era un alt funcionari del faraó Seti I i el seu successor Ramsés II.(1)

## Descobriment
La tomba, la van descobrir uns caçadors de tresors al 1885. La majoria dels objectes de la tomba han acabat en museus aliens a Egipte, com ara als Països Baixos, Itàlia i els Estats Units. Tanmateix, la seua ubicació no va quedar registrada, per la qual cosa es va perdre el coneixement de la seua posició quan va tornar a quedar coberta amb el temps per l'arena del desert. La redescobriren al 2010 uns arqueòlegs de la Universitat del Caire. Van descobrir-ne més objectes, com ara esteles, i fins una imatge inacabada de Ptahmes. Una altra imatge mostra la seua família davant la tríada tebana d'Amon, Mut i Khonsu, tres deïtats populars de l'època. També s'hi van trobar un cap pintat de la filla o esposa de Ptahmes, i estatuetes uixebti, amulets i atuells d'argila. Encara no s'ha trobat el sarcòfag de Ptahmes i es continua treballant per a trobar el pou principal i la cambra funerària de la tomba. En el jaciment aparegueren algunes àmfores trencades. En algunes, el material solidificat contingut s'analitzà amb tècniques proteòmiques avançades per científics de la Universitat de Catània (Sicília) en col·laboració amb els arqueòlegs de la Universitat del Caire. Els resultats mostraren que el contingut devia ser un formatge dur d'origen boví i oví-caprí. Era el formatge sòlid més antic mai descobert i analitzat amb protocols científics i tècnics moderns. Això fa que el jaciment siga important en la història de l'evolució de la tecnologia alimentària.

## Disposició
La tomba fa més de 70 metres de llargada i conté diferents capelles. Durant el període cristià d'Egipte sota els romans, alguns dels pilars es reutilitzaren per a esglésies. Els murs en quedaren danyats quan hi van accedir al 1885.(3)

## Ptahmes
Els jeroglífics de la tomba indiquen que Ptahmes tingué títols importants durant el regnat de Seti I, com ara alcalde de la capital egípcia, Memfis, cap de l'exèrcit, supervisor del tresor i escriba reial de Seti I. Amb Ramsés II, l'ascendiren al càrrec de Summe Sacerdot d'Amon a Karnak.(3) 